# Hilara aeronetha
Hilara aeronetha är en tvåvingeart som beskrevs av Josef Mik 1892. Hilara aeronetha ingår i släktet Hilara och familjen dansflugor. Arten har ej påträffats i Sverige. Inga underarter finns listade i Catalogue of Life.